# Anja Zimmer

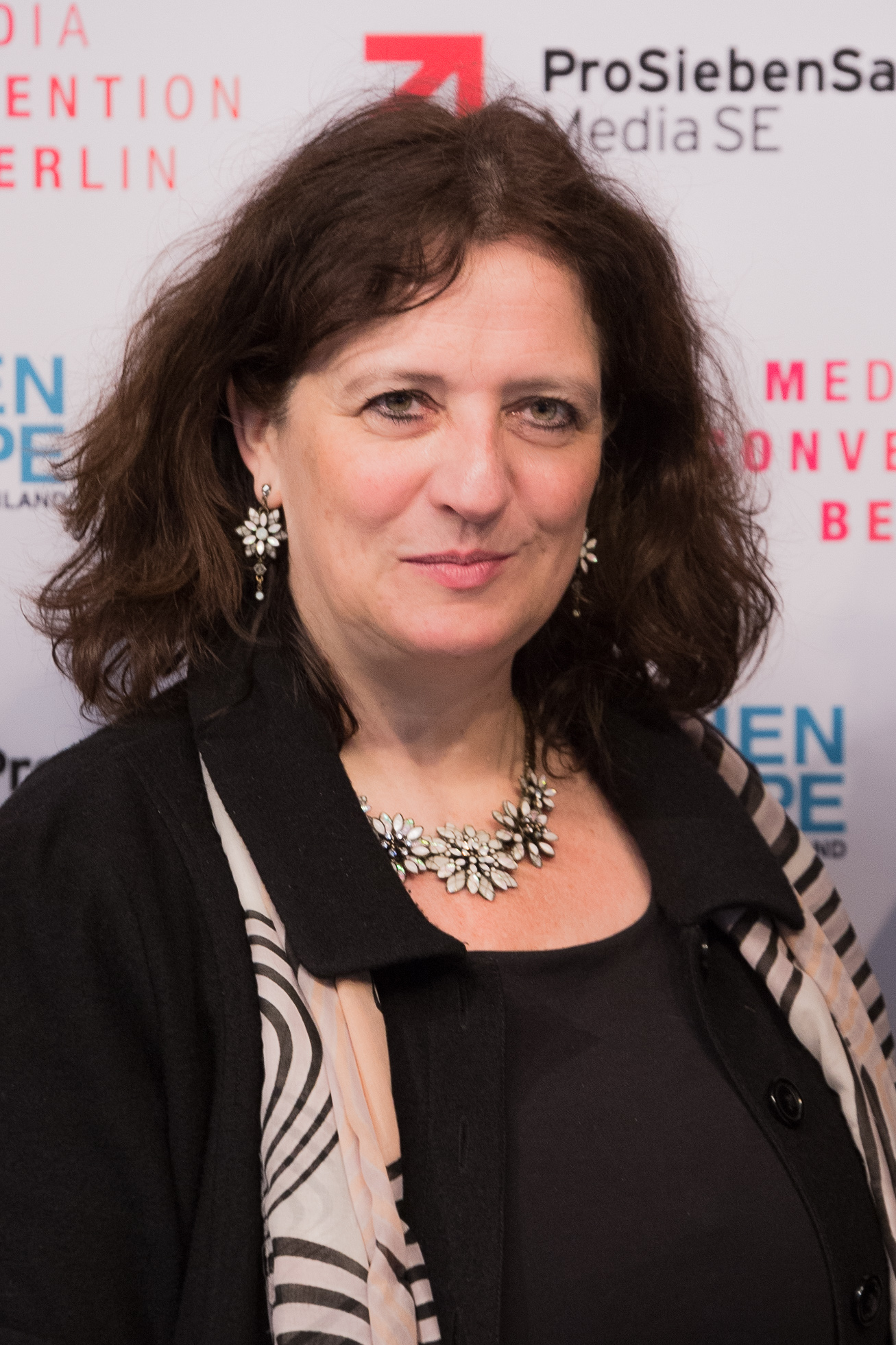
Anja Zimmer auf der Media Convention Berlin 2017

Anja Zimmer (* 1973) ist eine deutsche Juristin und war von März 2016 bis März 2021 Direktorin der Medienanstalt Berlin-Brandenburg.

## Leben
Anja Zimmer studierte Rechtswissenschaften an der Universität Bonn. Anschließend setzte sie ihr Studium an der Université de Paris fort, das sie mit dem Diplôme d’études approfondies abschloss. Am Max-Planck-Institut für ausländisches öffentliches Recht und Völkerrecht in Heidelberg promovierte sie hernach zum Thema „Hate Speech im Völkerrecht“.
Anja Zimmer war zunächst in der Kulturabteilung des Auswärtigen Amtes tätig und wechselte dann als Referentin zur Landesanstalt für Rundfunk Nordrhein-Westfalen. Nach Tätigkeit als Rechtsanwältin für Medienrecht, Telekommunikations- und Kartellrecht sowie Multimediarecht bei der internationalen Wirtschaftskanzlei Lovells wechselte sie zur Deutschen Telekom und war hier als Senior Manager Government Relations für Medienpolitik und Regulierung zuständig. Anschließend war sie Partnerin mit Schwerpunkt Medien- und Telekommunikationsrecht bei der Anwaltsgesellschaft Beiten Burkhardt. Ab 2009 war sie Geschäftsführerin des Landesverbandes Nordrhein-Westfalen im Deutschen Journalisten-Verband. Im März 2016 trat sie die lange vakante Nachfolge von Hans Hege als Direktorin der Medienanstalt Berlin-Brandenburg (mabb) an. Nach einer Amtszeit wurde ihr Vertrag nicht verlängert. Am 24. November 2020 wurde Eva Flecken zu ihrer Nachfolgerin ab 15. März 2021 gewählt.